# Вулиця Лялі Убийвовк (Полтава)
Ву́лиця Ля́лі Убийво́вк — одна із вулиць Полтави, знаходиться у Шевченківському районі. Пролягає від вулиці Європейської до вулиці Федора Матвієнка. 
До вулиці Лялі Убийвовк прилучаються вулиця Цвіточна, провулок Кропивницького. 
Вулиця започаткована провулком Семенівським, який після спорудження Макаріївської церкви одержав від неї назву як вулиця. З 30-х років XX століття — вулиця Созівська. Сучасна назва з 1951 року на честь однієї із керівників підпільної комсомольсько-молодіжної групи «Нескорена полтавчанка», Героя Радянського Союзу Олени (Лялі) Убийвовк (1918—1942). Вулиця забудована індивідуальними житловими будинками.

## Галерея

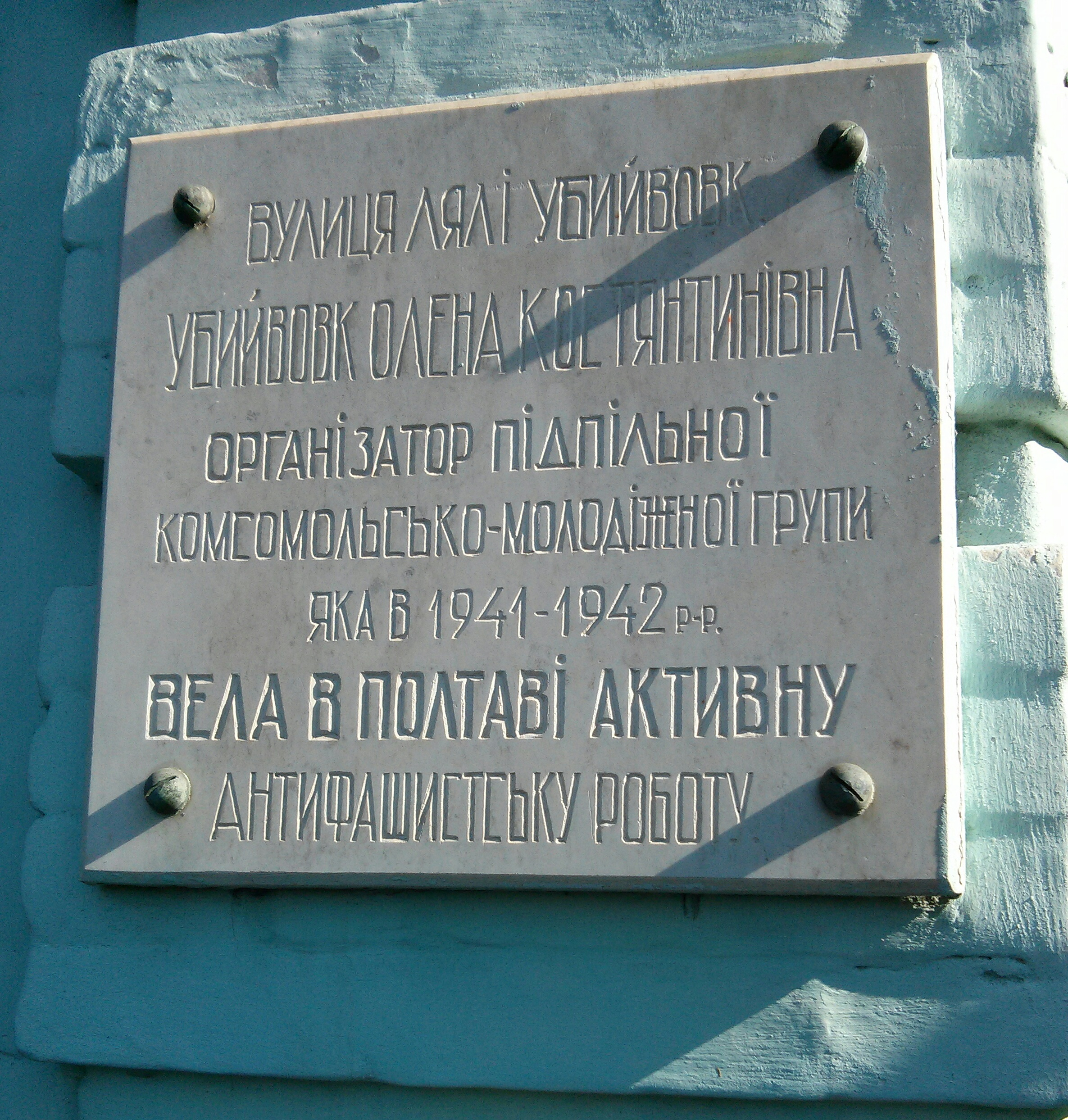
Меморіальна табличка на будинку № 23
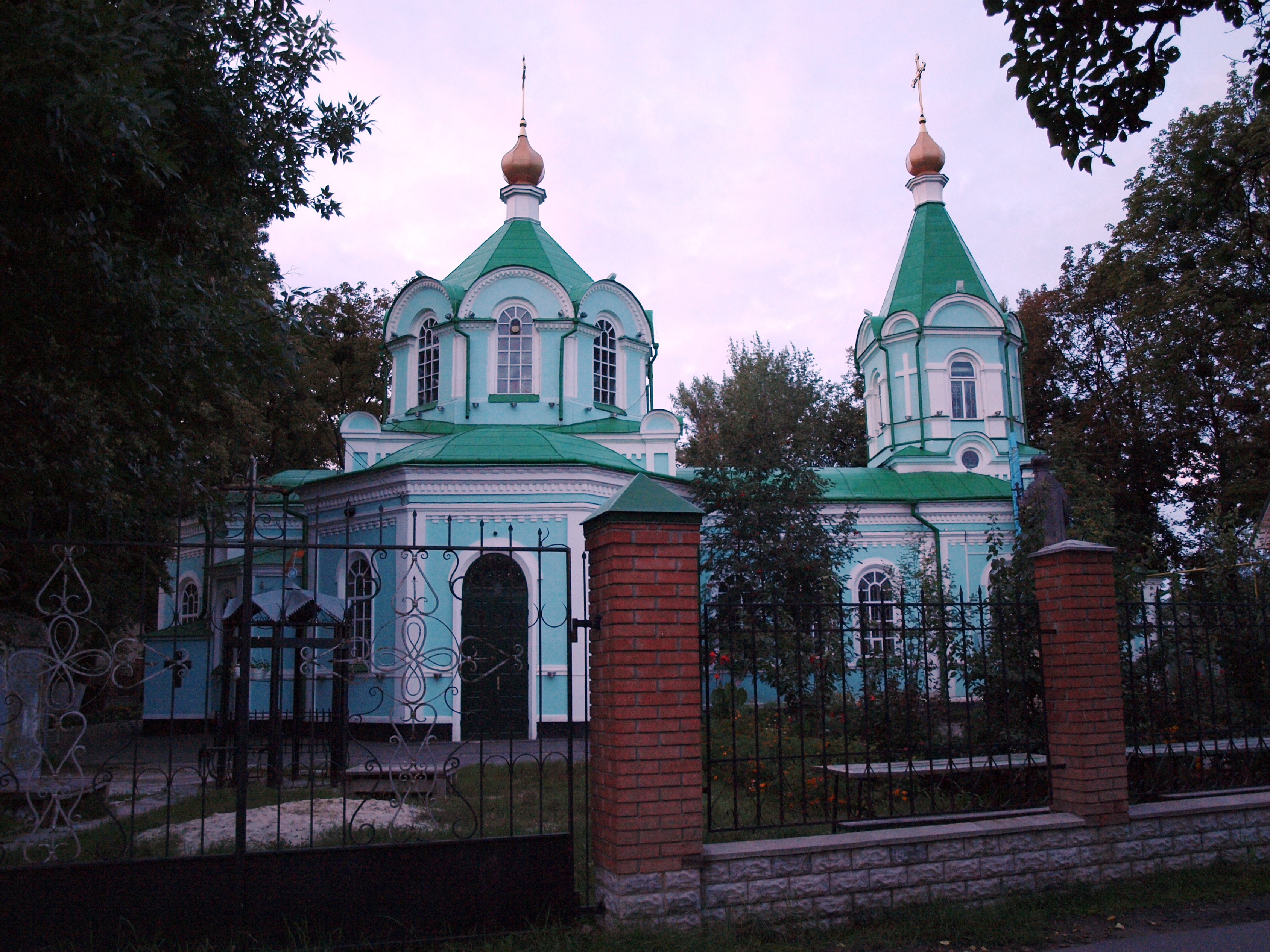
Макаріївська церква (вул. Лялі Убийвовк, 2-А)